# Dietrich Buxtehude
Diederich Buxtehude, på danska Diderik Buxtehude, född 1637 i Helsingborg, död 9 maj 1707 i Lübeck, var en dansk-tysk kompositör och organist.

## Buxtehudes liv
Sannolikt föddes Buxtehude 1637 i Helsingborg i Skåne, då en del av Danmark. Han var son till Helle Jespersdatter och Hans Jensen Buxtehude, organist i Mariakyrkan. Som femåring flyttade han med familjen till Helsingör efter att fadern anställts som organist i stadens köpmanskyrka Sankt Olai. Redan som mycket ung visade han en ovanlig musikalisk begåvning.
Buxtehude återflyttade till Helsingborg omkring 1657, där han 20 år gammal efterträdde sin far vid Mariakyrkan. Där stannade han tre år. Lönen var usel och han blev snart skuldsatt. Ungefär samtidigt med tillträdet i Helsingborg utbröt krig mellan Danmark och Sverige. Buxtehude miste sin tjänstebostad. När Danmark genom Roskildefreden 1658 avstod Skånelandskapen till Sverige, hamnade Helsingborg under ett för Buxtehude främmande herradöme.
1660 sökte han tjänsten som organist i Helsingørs Mariakyrka, som främst var gudstjänstlokal för den tyska befolkningen i staden. Han fick arbetet i konkurrens med en organist från Landskrona. I kyrkans papper för oktober 1660 står det: "Givet til Discretion, som manerligt er, til tvende Orgemestre, den ene fra Landscrone og den anden fra Helsingborg, som slog deres proba, 10 Rixd., er 15 Dal." Vem organisten från Landskrona var är okänt, men Buxtehude fick tjänsten.
Ryktet om orgelmästaren spred sig till Tyskland, och när organisttjänsten i S:t Maria kyrka i Lübeck blev ledig 1668 efter Franz Tunders död kallades Buxtehude dit för provspelning. Han fick platsen. Han verkade i Lübeck till sin död och blev en av sin tids mest betydande kompositörer. Till hans elever hörde Johann Sebastian Bach som 1705 vandrade 46 mil från Arnstadt till Lübeck för att lyssna på Buxtehudes musik och lära sig komposition. Särskilt berömd var hans Abendmusik, stora kyrkokonserter kring advent till vilka folk reste lång väg för att lyssna.
I Helsingborgs Mariakyrka finns en minnestavla över Buxtehude. Även delar av Buxtehudes orgel finns kvar. 1849 såldes dess huvudverk på offentlig auktion till Torrlösa kyrka i Svalövs kommun. Orgeln har dock byggts om kraftigt flera gånger, senast 1962, och från Buxtehudes tid finns endast fasaden kvar samt högst åtta till oigenkännlighet ombyggda stämmor.
2007 var det 300 år sedan Buxtehude dog, vilket uppmärksammades runtom i världen, inte minst i Lübeck, där han ligger begravd i Mariakyrkan. En minnestavla finns i väggen i den norra delen av koret. Jubilaren firades med Buxtehudefester, symposier och konserter.

## Utmärkelser
Asteroiden 4344 Buxtehude är uppkallad efter honom.

## Kompositioner
Verklista för Dieterich Buxtehude